# Gobiernos regionales del Perú
Los gobiernos regionales del Perú son veinticinco instituciones públicas encargadas de la administración superior de cada uno de los departamentos. Son considerados personas jurídicas de derecho público con autonomía política, económica y administrativa en los asuntos de su competencia. Los gobiernos regionales del Perú se componen de dos órganos: un Consejo Regional y un gobernador regional (hasta antes de 2015 se usó el término de presidente regional).
Según el ordenamiento jurídico peruano, la gestión de los gobiernos regionales corresponde al gobierno a nivel regional. Este nivel de gobierno fue introducida en la legislación peruana con la puesta en vigencia de la Constitución del 79, se aplicó de acuerdo a ese modelo constitucional desde enero de 1990, en que se instalaron los primeros gobiernos regionales elegidos en 1989, hasta abril de 1992, en que el auto golpe de Estado dado por Alberto Fujimori los dejó sin efecto. Se reinició su activación en la forma que en la actualidad lleva a partir de los años 2000, al modificarse la constitución para añadirla. En el proceso que se contempla en ella y en el orden jurídico peruano, todos los departamentos del país se han integrado para conformar regiones mediante referéndum hasta que la totalidad del territorio se encuentre regionalizado, salvo la provincia constitucional del Callao y la provincia de Lima, que tiene autonomía, atribuciones y facultades semejantes a las de un gobierno regional por ser capital nacional, pese a no formar ninguna región de manera oficial. 
De acuerdo con la Ley Orgánica de Gobiernos Regionales del Perú las responsabilidades de los gobiernos regionales incluyen el desarrollo de la planificación regional, ejecución de proyectos de inversión pública, promoción de las actividades económicas y administración de la propiedad pública.

## Estructura
Los gobiernos regionales están constituidos por: 
- El Consejo Regional (órgano normativo y fiscalizador), está integrado por:
  - El presidente regional, desde 2015 se les nombra «gobernador»
  - El vicepresidente regional, «vicegobernador» desde 2015
  - Los consejeros regionales de las provincias de cada región y cada departamento, con un mínimo de 7 y un máximo de 25. Son elegidos por voto directo por un periodo de 4 años.

## Financiamiento
Son bienes y tributos de los gobiernos regionales:
- Los bienes muebles e inmuebles de su propiedad.
- Las asignaciones y transferencias específicas para su funcionamiento, que se establezcan en la Ley Anual de Presupuesto.
- Los tributos creados por Ley a su favor.
- Los derechos económicos que generen por las privatizaciones y concesiones que otorguen y aquellos que perciban del gobierno nacional por el mismo concepto.
- Los recursos asignados del Fondo de Compensación Regional.
- Los recursos asignados por concepto de canon.
- El producto de sus operaciones financieras y las de crédito interno concertadas con cargo a su patrimonio propio. Las operaciones de crédito externo requieren el aval o garantía del Estado y se sujetan a la ley de endeudamiento público.
- Sus ingresos propios y otros que determine la ley.

## Gobernadores
| Región        | Gobernador                     | Agrupación política                                | Cargos políticos anteriores de elección popular                                                                                           | Asunción   | Inicio del mandato | Final del mandato       | Exgobernadores |
| ------------- | ------------------------------ | -------------------------------------------------- | --- | ---------- | ------------------ | ----------------------- | -------------- |
| Amazonas      | Gilmer Horna Corrales          | Sentimiento Amazonense Regional                    | Gobernador de Amazonas (2015-2018) | Elecciones | 1 de enero de 2023 | 31 de diciembre de 2026 | Véase          |
| Áncash        | Koki Noriega Brito             | Independiente                                      | Alcalde distrital de Acochaca (2015-2018)                                                                                                 | Elecciones | 1 de enero de 2023 | 31 de diciembre de 2026 | Véase          |
| Apurímac      | Percy Godoy Medina             | Frente de la Esperanza                             | Alcalde distrital de San Jerónimo (2019-2022)                                                                                             | Elecciones | 1 de enero de 2023 | 31 de diciembre de 2026 | Véase          |
| Arequipa      | Rohel Sánchez Sánchez          | Yo Arequipa                                        | Ninguno | Elecciones | 1 de enero de 2023 | 31 de diciembre de 2026 | Véase          |
| Ayacucho      | Wilfredo Oscorima Núñez        | Alianza para el Progreso                           | Gobernador de Ayacucho (2011-2015;2017-2018)                                                                                              | Elecciones | 1 de enero de 2023 | 31 de diciembre de 2026 | Véase          |
| Cajamarca     | Roger Guevara Rodríguez        | Somos Perú                                         | Ninguno | Elecciones | 1 de enero de 2023 | 31 de diciembre de 2026 | Véase          |
| Callao        | Ciro Ronald Catillo Rojo Salas | Alianza para el Progreso                           | Ninguno | Elecciones | 1 de enero de 2023 | 31 de diciembre de 2026 | Véase          |
| Cusco         | Werner Máximo Salcedo Álvarez  | Somos Perú                                         | Ninguno | Elecciones | 1 de enero de 2023 | 31 de diciembre de 2026 | Véase          |
| Huancavelica  | Leoncio Huayllani Taype        | Movimiento Regional Ayni                           | Alcalde provincial de Huancavelica (2011-2014)                                                                                            | Elecciones | 1 de enero de 2023 | 31 de diciembre de 2026 | Véase          |
| Huánuco       | Antonio Leónidas Pulgar Lucas  | Perú Primero                                       | Consejero regional de Huánuco (2003-2006), alcalde distrital de Amarilis (2019-2022)                                                      | Elecciones | 1 de enero de 2023 | 31 de diciembre de 2026 | Véase          |
| Ica           | Jorge Carlos Hurtado Herrera   | Renovación Popular                                 | Ninguno | Elecciones | 1 de enero de 2023 | 31 de diciembre de 2026 | Véase          |
| Junín         | Zósimo Cárdenas Muje           | Batalla Perú                                       | Alcalde distrital de Pichanaqui (2007-2010; 2015-2018)                                                                                    | Elecciones | 1 de enero de 2023 | 31 de diciembre de 2026 | Véase          |
| La Libertad   | César Acuña Peralta            | Alianza para el Progreso                           | Congresista de la República del Perú (2000-2001; 2001-2006), gobernador de La Libertad (2015), alcalde provincial de Trujillo (2007-2014) | Elecciones | 1 de enero de 2023 | 31 de diciembre de 2026 | Véase          |
| Lambayeque    | Jorge Luis Pérez Flores        | Somos Perú                                         | Congresista de la República del Perú (2020-2021)                                                                                          | Elecciones | 1 de enero de 2023 | 31 de diciembre de 2026 | Véase          |
| Lima          | Rosa Gloria Vásquez Cuadrado   | Alianza para el Progreso                           | Alcaldesa provincial de Huarochirí (2003-2014)                                                                                            | Elecciones | 1 de enero de 2023 | 31 de diciembre de 2026 | Véase          |
| Loreto        | Jorge René Chávez Silvano      | Somos Perú                                         | Alcalde provincial de Datem del Marañón (2015-2018)                                                                                       | Elecciones | 1 de enero de 2023 | 31 de diciembre de 2026 | Véase          |
| Madre de Dios | Luis Otsuka Salazar            | Somos Perú                                         | Gobernador de Madre de Dios (2015-2018)                                                                                                   | Elecciones | 1 de enero de 2023 | 31 de diciembre de 2026 | Véase          |
| Moquegua      | Gilia Ninfa Gutierrez Ayala    | Perú Primero                                       | Ninguno | Elecciones | 1 de enero de 2023 | 31 de diciembre de 2026 | Véase          |
| Pasco         | Juan Luis Chombo Heredia       | Somos Perú                                         | Alcalde provincial de Daniel Alcides Carrión (2019-2022), alcalde distrital de Tápuc (2011-2014)                                          | Elecciones | 1 de enero de 2023 | 31 de diciembre de 2026 | Véase          |
| Piura         | Luis Neyra León                | Contigo Región                                     | Ninguna | Elecciones | 1 de enero de 2023 | 31 de diciembre de 2026 | Véase          |
| Puno          | Richard Hancco Soncco          | Somos Perú                                         | Ninguna | Elecciones | 1 de enero de 2023 | 31 de diciembre de 2026 | Véase          |
| San Martín    | Walter Grundel Jiménez         | Renovación Popular                                 | Alcalde provincial de San Martín (2011-2018)                                                                                              | Elecciones | 1 de enero de 2023 | 31 de diciembre de 2026 | Véase          |
| Tacna         | Luis Ramón Torres Robledo      | Independiente                                      | Alcalde provincial de Tacna (1999-2002; 2007-2010; 2015-2018)                                                                             | Elecciones | 1 de enero de 2023 | 31 de diciembre de 2026 | Véase          |
| Tumbes        | Segismundo Cruces Ordinola     | Alianza para el Progreso                           | Ninguna | Elecciones | 1 de enero de 2023 | 31 de diciembre de 2026 | Véase          |
| Ucayali       | Manuel Gambini Rupay           | Movimiento Independiente Regional Cambio Ucayalino | Gobernador de Ucayali (2015-2018), alcalde distrital de Irázola (2007-2014)                                                               | Elecciones | 1 de enero de 2023 | 31 de diciembre de 2026 | Véase          |

## Asamblea de Gobiernos Regionales
La Asamblea de Gobiernos Regionales (ANGR) es un organismo coordinador integrado por los veinticinco gobernadores regionales. Busca generar nuevos caminos para la descentralización y la formación de macrorregiones. La asamblea designa a un coordinador, quien es uno de los presidentes de región. Puede sesionar en cualquier lugar del país con el fin de discutir temas importantes para el país, generar acuerdos y proponer distintos proyectos al gobierno central. Con cierta regularidad, las sesiones plenarias se realizan con la presencia del presidente y/o del primer ministro, sobre todo para discutir el presupuesto anual.

## Lista de gobiernos regionales
- Gobierno Regional de Amazonas
- Gobierno Regional de Áncash
- Gobierno Regional de Apurímac
- Gobierno Regional de Arequipa
- Gobierno Regional de Ayacucho
- Gobierno Regional de Cajamarca
- Gobierno Regional del Callao
- Gobierno Regional del Cusco
- Gobierno Regional de Huancavelica
- Gobierno Regional de Huánuco
- Gobierno Regional de Ica
- Gobierno Regional de Junín
- Gobierno Regional de La Libertad
- Gobierno Regional de Lambayeque
- Gobierno Regional de Lima
- Gobierno Regional de Loreto
- Gobierno Regional de Madre de Dios
- Gobierno Regional de Moquegua
- Gobierno Regional de Pasco
- Gobierno Regional de Piura
- Gobierno Regional de Puno
- Gobierno Regional de San Martín
- Gobierno Regional de Tacna
- Gobierno Regional de Tumbes
- Gobierno Regional de Ucayali